# James Morris
James Hiram Morris (Pittsburgh, 1941) é um cientista da computação estadunidense.
É professor de ciência da computação da Universidade Carnegie Mellon. Foi decano da Carnegie Mellon School of Computer Science e do Carnegie Mellon Silicon Valley.
Morris recebeu um grau de bacharel da Universidade Carnegie Mellon, um M.S. em administração da MIT Sloan School of Management e um Ph.D. em ciência da computação do Instituto de Tecnologia de Massachusetts.